# Primera B 1947
Het seizoen 1947 van de Primera B was het zesde seizoen van deze Uruguayaanse voetbalcompetitie op het tweede niveau.

## Teams
Er namen acht ploegen deel aan de Primera B in dit seizoen. CA Progreso was vorig seizoen vanuit de Primera División gedegradeerd, zes ploegen handhaafden zich op dit niveau en Club Canillitas del Uruguay promoveerde vanuit de Divisional Intermedia.
Zij kwamen in plaats van het gepromoveerde CA Cerro. CA Fénix degradeerde vorig seizoen naar het derde niveau.
| Club                        | Stad       | Stadion                                                   | Vorig seizoen |
| --------------------------- | ---------- | --------------------------------------------------------- | ------------- |
| Bahía FC                    | Montevideo | Onbekend                                                  | 7e            |
| CA Bella Vista              | Montevideo | Parque José Nasazzi                                       | 5e            |
| Club Canillitas del Uruguay | Montevideo | Onbekend                                                  | 1e (Int.)     |
| Danubio FC                  | Montevideo | Parque Forno                                              | 4e            |
| Olivol FC                   | Montevideo | Campo de Deportes en García Peña esquina Enrique Martínez | 6e            |
| CA Progreso                 | Montevideo | Parque Miguel Campomar                                    | 10e (1ª)      |
| Racing Club de Montevideo   | Montevideo | Estadio Parque Osvaldo Roberto                            | 2e            |
| IA Sud América              | Montevideo | Estadio Parque Carlos Ángel Fossa                         | 3e            |

## Competitie-opzet
Alle ploegen speelden tweemaal tegen elkaar. De kampioen promoveerde naar de Primera División. De hekkensluiter degradeerde naar de Divisional Intermedia.
IA Sud América kreeg dit seizoen zes punten in mindering. Het is niet bekend op welk moment in de competitie ze die aftrek kregen. Wel hadden de Naranjitas de beste seizoensstart met drie overwinningen uit de eerste drie wedstrijden. Bahía FC was met twee zeges en een gelijkspel daarna de beste ploeg. Daarentegen hadden CA Bella Vista, Danubio FC en Olivol FC op dat moment nog maar één punt behaald.
Tijdens de vierde speelronde boekten Sud América en Bahía allebei weer een zege, terwijl de nabije achtervolgers verloren. Een wedstrijd later verloor ook Bahía (van Bella Vista), waardoor ze nu drie verliespunten meer hadden dan Sud América. Danubio FC was in de zesde speelronde de eerste ploeg die Sud América een nederlaag wist toe te brengen (1–0) en een wedstrijd later leed Sud América wederom puntverlies; het duel tegen Bahía eindigde in een doelpuntloos gelijkspel. Halverwege de competitie had Sud América twee punten meer dan degradant CA Progreso. Bahía en promovendus Club Canillitas del Uruguay deelden de derde plek; de rode lantaarn was voor Olivol FC.
De tweede seizoenshelft begon met nederlagen voor de gehele top-vier, waardoor de ploegen dichter bij elkaar kwamen te staan. Een wedstrijd later was Progreso de tweede ploeg die van Sud América won en kwamen ze gelijk met de Naranjitas. Danubio had zich met (op dat moment) vier zeges op rij ook aan kop weten te nestelen.
Tijdens de tiende speelronde werd Danubio de onbetwiste koploper door Canillitas te verslaan terwijl Progreso (verlies tegen Bella Vista) en Sud América (gelijkspel tegen Racing Club de Montevideo) punten verspeelden. Danubio won ook hun twee daaropvolgende wedstrijden en in de dertiende speelronde stond de kampioenswedstrijd op het programma: als ze Sud América zouden verslaan kon niemand ze meer van de eerste plek afhouden. La Franja slaagde hierin door met 1–0 te winnen en promoveerde voor het eerst naar de Primera División. Op dezelfde speeldag viel ook het doek voor Olivol: ze moesten winnen om nog zicht te blijven houden op handhaving, maar verloren nipt van Progreso.
Danubio sloot het seizoen in stijl af door ook hun laatste wedstrijd te winnen. Hiermee eindigden ze de competitie met negen zeges op rij. Bella Vista had in de terugronde alle wedstrijden (behalve die tegen Danubio) gewonnen en klom nog op naar de tweede plaats. De derde plek was voor Progreso. Sud América had evenveel punten behaald als Bella Vista, maar eindigde door de puntenaftrek in het rechterrijtje. Promovendus Canillitas had in de tweede seizoenhelft maar één keer gewonnen en was daardoor teruggezakt naar de zevende plek.

### Eindstand
|    | Club                        | Sp. | W  | G | V  | Pnt. | DV | DT | DS  |
| -- | --------------------------- | --- | -- | - | -- | ---- | -- | -- | --- |
| 1. | Danubio FC                  | 14  | 10 | 1 | 3  | 21   | 26 | 16 | +10 |
| 2. | CA Bella Vista              | 14  | 8  | 2 | 4  | 18   | 25 | 17 | +8  |
| 3. | CA Progreso                 | 14  | 7  | 1 | 6  | 15   | 28 | 24 | +4  |
| 4. | Racing Club de Montevideo   | 14  | 6  | 2 | 6  | 14   | 30 | 21 | +9  |
| 5. | IA Sud América              | 14  | 8  | 2 | 4  | 12   | 26 | 16 | +10 |
| 6. | Bahía FC                    | 14  | 5  | 2 | 7  | 12   | 21 | 24 | –3  |
| 7. | Club Canillitas del Uruguay | 14  | 5  | 0 | 9  | 10   | 15 | 28 | –13 |
| 8. | Olivol FC                   | 14  | 1  | 2 | 11 | 4    | 19 | 44 | –25 |

### Legenda
| Kleur | Kwalificatie voor                          |
| ----- | ------------------------------------------ |
|       | Promotie naar Primera División 1948        |
|       | Degradatie naar Divisional Intermedia 1948 |

| Winnaar Primera B 1947 |
| ---------------------- |
| Danubio FC 1e titel    |

## Topscorers
De topscorerstitel werd gedeeld door O. San Martín van degradant Olivol FC en E. Suárez van CA Bella Vista die allebei tienmaal scoorden.
| №  | Speler        | Club(s)        | Goals |
| -- | ------------- | -------------- | ----- |
| 1. | O. San Martín | Olivol FC      | 10    |
| 1. | E. Suárez     | CA Bella Vista | 10    |